# 熊本市立城西小学校
熊本市立城西小学校（くまもとしりつ じょうせいしょうがっこう）は、熊本県熊本市西区島崎三丁目にある公立小学校。かつて所在地付近にチハラザクラの原木があった縁で、この原木から接ぎ木で増殖されたチハラザクラが校庭に植えられている。またアンネ・フランクにちなんだ「アンネのバラ」もある。

周辺から見た外観は、体育館側などの一角を除いて緑の樹木に覆われ、春は桜の花びら、秋は銀杏の紅葉など季節の移ろいに校内は彩られる。

## 沿革
- 1875年（明治8年） - 飽託郡宮山村の旧藤崎八幡宮祭典御宮御旅所桟敷を教場として、宮山小学校設置。
- 1877年（明治10年） - 西南の役による兵火で、消失。
- 1879年（明治12年） - 石山神社社務所を増築し、公立島崎小学校と改称。
- 1885年（明治18年） - 石山神社南に校舎を新築。
- 1886年（明治19年） - 学制改革により、尾坂尋常小学校に合併される。
- 1887年（明治20年） - 簡易科となる。
- 1889年（明治22年） - 簡易科を尋常小学校とし、崇石小学校と改称。
- 1891年（明治24年） - 島崎尋常小学校と改称。
- 1902年（明治35年） - 石神原に校舎改築移転。
- 1906年（明治39年） - 高等科を併設。
- 1907年（明治40年） - 校地を拡張し、校舎1棟増築。
- 1908年（明治41年） - 小学校令改正により高等科廃止、6ヶ年の尋常小学校となる。
- 1919年（大正8年） - 高等科を併設し、島崎尋常高等小学校と改称。
- 1921年（大正10年） - 飽託郡が熊本市に合併された為、熊本市立島崎尋常高等小学校と改称。
- 1924年（大正13年） - 創立50周年記念式典開催。
- 1934年（昭和9年） - 島崎町千原四方池台に校舎移転（旧第1校舎）。校歌制定。
- 1941年（昭和16年） - 国民学校令公布により、熊本市立島崎国民学校と改称。
- 1947年（昭和22年） - 新学制（学制改革）により、熊本市立城西小学校と改称。
- 1955年（昭和30年） - 創立80周年記念式典挙行。
- 1956年（昭和31年） - 第3校舎新築（4校舎）。運動場拡張完了。
- 1959年（昭和34年） - 第3校舎増築（4教室）。
- 1963年（昭和38年） - プール竣工。
- 1966年（昭和41年） - 体育館新築。
- 1969年（昭和44年） - 第3校舎南側土留工事竣工。
- 1971年（昭和46年） - 第2校舎（鉄筋3階）9教室改築工事竣工。
- 1974年（昭和49年） - 特別教室（第2校舎東側鉄筋3階）3教室増築。百周年記念式典挙行。祝歌選定、航空写真撮影。
- 1975年（昭和50年） - 体育館に屋内灯取り付け。プレハブ教室1教室新設。
- 1976年（昭和51年） - 校門と体育館前に柵を設置。職員室天井の張り替え補修。
- 1977年（昭和52年） - プレハブ教室13教室を運動場に新設。第1校舎を移転し、解体。鉄筋4階14教室改築工事開始。
- 1978年（昭和53年） - 第1校舎（本館）4階管理室・14教室改築工事竣工。体育館専用便所新設、運動場整地。桜の苗木を移植。体育館倉庫を改築し、運動場とプールの側溝改修。
- 1979年（昭和54年） - 大雨により、決壊したプール西側土手の改修。音楽室と図書室を解体。体育館増築、給食室解体新築、プレハブ教室新築。
- 1980年（昭和55年） - 第3校舎を解体し、プレハブ教室8教室を運動場に移転。鉄筋3階建築開始。
- 1981年（昭和56年） - タイムカプセル埋設、鉄筋校舎完成落成式典挙行。
- 1982年（昭和57年） - 双子堤運動場落成式。
- 1984年（昭和59年） - 校門～玄関の花壇完成。ナイター設備完成。
- 1985年（昭和60年） - 体育館総合ジム完成。
- 1987年（昭和62年） - プール施設完成。学校周辺の植樹。渡り廊下設置。
- 1988年（昭和63年） - 体育館横門フェンスを改造。給食室周辺にアスファルト敷設。体育館の便所に屋根設置。
- 1990年（平成2年） - 校門フェンス（東側・西側）完成。
- 1991年（平成3年） - プール竣工式。
- 1992年（平成4年） - 運動場整地。体育館屋根全面補修。
- 1993年（平成5年） - 昇降口・体育館の通路完成。正門周辺整備と東側・南側フェンス設置。
- 1997年（平成9年） - 特別教室棟大規模改造工事完成。
- 1999年（平成11年）9月24日 - 台風18号により、体育館西側屋根に被害が出た。
- 2003年（平成15年） - 給食室ドライ方式完成。
- 2005年（平成17年） - 130周年記念式典挙行。
- 2006年（平成18年） - 第1校舎表外壁補修工事実施。
- 2007年（平成19年） - 体育館解体工事並びに改築工事実施。
- 2008年（平成20年） - 体育館が完成する。放送室天井張り替え工事実施。野球バックネットが完成し、夜間照明3本撤去する。
- 2009年（平成21年） - 野球部室を設置。
- 2010年（平成22年） - 第1校舎の耐震工事完成。第1校舎屋上に太陽光発電設備設置。体育館前の舗装工事実施。職員玄関前にスロープ設置。
- 2011年（平成23年） - 第3校舎1階トイレにシャワー設置。プール内の塗装工事実施。
- 2012年（平成24年） - 第2校舎児童昇降口床面工事。
- 2014年（平成26年） - 音楽室と特別支援学級教室に空調設備設置。病弱学級設置に伴う、設備工事実施。
- 2015年（平成27年） - 創立140周年記念式典挙行。記念行事・航空写真撮影実施。第3校舎東側に多目的トイレ設置。
- 2016年（平成28年）
  - 4月 - 熊本地震により学校が被災する。また、避難所開設により、25日間臨時休校の措置を採った。
  - 日付不明 - 被災した部分の復旧工事開始。
- 2017年（平成29年） - 普通教室への空調設備設置工事開始。普通教室床張り替え工事実施。
- 2018年（平成30年） - 普通教室の空調設備工事完了し、6月から稼働開始。マンホールトイレ設置工事実施。
- 2019年（令和元年） - 家庭科室の空調設備設置工事が完了し、6月から稼働開始。

### この節の出典
- 熊本市立城西小学校沿革（学校ホームページ内） (PDF)

## 歴代校長
- 1875年（明治8年） - 初代校長
- 2018年（平成30年） - 第35代校長

## 委員会
- 企画委員会
- 生活向上委員会
- 図書委員会
- 保健委員会
- 掲示・飾り委員会
- ハートフル委員会
- ミュージック委員会
- 美化委員会
- エコリサイクル委員会
- グリーン園芸委員会
- 放送委員会
- 給食委員会
- 体育遊び委員会
- 学校新聞委員会

## クラブ活動

### 運動部
- 総合運動部

### 文化部
- 音楽部

## アクセス

### 路線バス
城西校前バス停
- 熊本都市バス
  - G3-1 G3-2 U4-1 大江城西線

## 著名な卒業生
- 相木崇（プロ野球選手）
- 高木裕（英語版）（プロセーリング選手、ロサンゼルスオリンピック出場）
- 髙本未来（陸上競技選手）

## 学校周辺
- 熊本市立千原台高等学校